# یارسم
یارَسم، روستایی است از توابع بخش یانه‌سر شهرستان بهشهر در استان مازندران ایران.

## جمعیت
این روستا در دهستان عشرستاق قرار دارد و براساس سرشماری مرکز آمار ایران در سال ۱۳۸۵، جمعیت آن ۷۶ نفر (۲۰خانوار) بوده‌است. مردم یارسم از قومیت طبری هستند. مردم یارسم به زبان طبری (مازندرانی) سخن می‌گویند.